# Bayern 2
«Байерн 2» (нем. Bayern 2) — 2-я программа Баварское радио. Включает в себя информационные и художественно-публицистические передачи.

## История
18 августа 1950 основана Вторая программа Баварского радиовещания на УКВ-волнах с центром в Нюрнберге, вещавшая на территории Франконии. С 1958 года началось полноценное вещание из Мюнхена. В 1974 году во время реформ радиостанция получила название «Бавария 2» (нем. Bayern 2) и сосредоточилась на классической музыке, но в 1979 году уже перешла на молодёжную музыку. В октябре 1980 года была запущена радиостанция Bayern 4, которая взяла обязанность вещать классическую музыку в эфире, а Bayern 2 была переименована в Bayern 2 Wort. В 2003 году после очередной смены сетки вещания радиостанция получила название Bayern 2 Radio, а с 8 октября 2007 вещает под своим действующим именем.

## Вещание
Вещание осуществляется в диапазоне УКВ, а также в любых кабельных сетях. Доступно цифровое вещание по технологиям LiveStream и DVB-S. В южной и северной частях Баварии радиостанция вещает в цифровом формате DAB на канале 11D (канал 12D занимает программа Bayern 2+, вещающая с 23:00 до 0:00). В Берлине доступно вещание через наземный цифровой формат DAB+.